# SAML
SAML (англ. security assertion markup language — язык разметки декларации безопасности) — язык разметки, основанный на языке XML. Открытый стандарт обмена данными аутентификации и авторизации между участниками, в частности, между поставщиком учётных записей (англ. identity provider) и поставщиком сервиса (англ. service provider). SAML — продукт OASIS, разработанный Техническим комитетом безопасности сервисов. SAML создан в 2001 году; последнее значимое обновление SAML было опубликовано в 2005 году, но расширения протокола постоянно выпускались через дополнительные, опциональные стандарты.
Одной из важных проблем, которую пытается решить SAML, является обеспечение сквозной аутентификации (технология единого входа, англ. Single Sign On - SSO) при работе через Web-браузер. Использование SAML в качестве технологии единого входа (SSO) на уровне одного домена безопасности (security domain) распространено (например, с использованием cookies), но расширение за пределы одного домена безопасности было проблематично и привело к созданию несовместимых запатентованных технологий (другой, более современный подход обеспечения SSO — это протокол OpenID).
Реализации
- Oracle Identity Federation, OIF Архивная копия от 3 марта 2016 на Wayback Machine (англ.) от Oracle, 500 Oracle Parkway, Redwood Shores, CA, 94065, USA
- Shibboleth Consortium — Privacy Preserving Identity Management Архивная копия от 9 марта 2016 на Wayback Machine (англ.) (Shibboleth Consortium в англ. Википедии)

Единая система идентификации и аутентификации позволяет применять SAML (наряду с OpenID).